# Magnetic Video
Magnetic Video Corporation était une entreprise américaine de duplication vidéo / audio domestique active de 1968 à 1982. Elle a été achetée par 20th Century Fox qui l'a intégré à sa filiale 20th Century-Fox Video.
La société Magnetic Video est connue pour sa contribution à la naissance du marché de la vidéo domestique et à la naissance des systèmes de location de vidéos. 

## Historique
Magnetic Video Corporation a été fondée en 1968 à Farmington Hills, Michigan, par Andre Blay (en), un producteur de films et Leon Nicholson. La société ouvre une usine de 12 000 pieds carrés (1 114,83648 m2) en septembre 1969 pour la duplication de cassettes vidéo. À l'époque Peter Carl Goldmark avait inventé pour CBS Laboratories un système d'enregistrement sur bande nommé Electronic Video Recording (en) mais le public ne s'en intéresse pas. 
En 1972, la société Cartridge Television se lance sur le marché des magnétoscopes domestique avec le modèle Avco Cartrivision proposant une gamme de films majeurs disponibles à la location au format vidéocassette Cartrivision. Le 14 avril 1972, l'entreprise Magnetoc Video ouvre son capital en bourse. Au bout de 13 mois d'activité, Cartrivision se retire du marché. Le 31 janvier 1973, Magnetic Video achète pour un montant non dévoilé la société X-I Industries basée à Brighton. Fin novembre 1973, elle ouvre une division pour les cassettes audio. En 1974, Magnetic Video se voit accorder aux côtés des japonais Sony et Matsushita une licence pour une nouvelle technologie permettant d'éviter l'effet Donald Duck quand une vidéo est lue en accéléré développée par Murray M. Schiffman sous le nom de Variable Speech Control.
En octobre 1975, la Federal Trade Commission interdit à Magnetic Video d'utiliser des jaquettes similaires aux éditions phonographiques sur les cassettes audio de sa gamme Sound-Alikes, spécialisée dans les cover bands pour ne pas tromper les consommateurs au motif qu'elles sont des reprises et non des enregistrements des artistes originaux,. Ce n'est qu'en 1976 avec l'invention par Sony du format Betamax que le public semble prêt à adopter les vidéo cassettes, le matériel étant désormais disponible il manque seulement le contenu.

### 1977: les cassettes vidéo à domicile
Cette année-là, 20th Century Fox est en difficulté financière et Andre Blay cherche à convaincre des studios de lui octroyer des licences pour proposer en vidéo aux formats VHS et Betamax leurs catalogues de films. 20th Century Fox a déjà accordé une licence au début de l'année 1977 à RCA pour son propre système de cassettes. Le 5 août 1977, 20th Century Fox accorde une licence similaire à Magnetic Video pour un catalogue de 100 films d'avant 1973, films ayant déjà finaliser leur cycle de sortie en salles  à la télévision et en syndication, (voir Chronologie des médias). Le contrat prévoit le lancement de 50 titres à partir d'octobre 1977. Blay fonde aussi le Video Club of America afin de vendre les titres directement aux consommateurs par courrier.
La même année, George Atkinson achète une copie Betamax et une copie VHS de chacun des 50 premiers titres de films proposés par Magnetic Video et dans une petite boutique de Los Angeles, une simple vitrine, il propose à la location ces cassettes. Rapidement il fonde la société de location Video Station et suivis par d'autres établissements similaires, ils lancent le marché des vidéocassettes ce qui profite à Magnetic Video. Pour le premier trimestre 1978, Magnecic Video rapporte des revenus de 158 000 USD, à comparer aux 22 000 USD de l'année précédente, hausse liée à l'entrée sur le marché des cassettes vidéo à domicile. Fox a accordé 21 titres supplémentaires en février 1978 et les ventes mensuelles atteignent le demi million de dollars au point que Magnetic Video a des difficultés à répondre à la demande. L'entreprise est une succès et étoffe rapidement son catalogue. Un article du San Francisco Examiner d'août 1978 évoque l'explosion du marché de la cassette vidéo et rappelle que la Fox est le premier studio à s'être lancé sur ce marché.
En 1978, Magnecic Video obtient une licence d'AVCO Embassy Pictures. Une autre licence avec les ayants droit  de Charles Chaplin (RBC Films) est obtenue.[réf. souhaitée]

### 1979: filiale de la Fox
Les revenues de la 20th Century Fox sont dopés depuis l'été 1977 par les recettes liées à Star Wars. En septembre 1977, sur les 134 millions de dollars déjà récoltés par le film Star Wars, 87 millions de dollars sont rentrés dans les caisses de la Fox qui en a utilisé 28 millions pour acheter la Coca-Cola Bottling Midwest de Saint Paul. Les recettes continuent d'affluer. Le 22 novembre 1978, la 20th Century Fox propose à Andre Blay d'acheter une participation de 65% dans Magnetic Video pour 7,2 millions d'USD, achat prévu pour être finalisé en février 1979. Blay ne possède alors que 16,7 % de la société. Fox prévoit d'intégrer la société comme une filiale. La transaction est finalisée le 14 mars 1979. En décembre 1979, Andre Blay se rend à Melbourne pour trouver une entreprise australienne pour produire des cassettes vidéos localement. En 1979, elle signe avec Brut Productions, Bill Burrud Productions et les actualités Pathé. 
En mars 1980, plusieurs sociétés se lançaient sur le marché des vidéodisques et parmi les différents contrats, la presse mentionne Zenith Radio utilisant une technologie RCA, Universal filiale de MCA associé a Philips, 20th Century-Fox avecMagnetic Video et Disney avec Fotomat. Au même moment, Magnetic Video a
obtenu une licence mondiale pour 13 films et les dessins animés Terrytoons auprès de Viacom. Elle a aussi obtenu une licence au Royaume-Uni pour 64 films produits par ITC.
En juillet 1980, Magnetic obtient des licences d'United Artists qui comprend de catalogue de films de Warner Bros. d'avant 1950 au travers d'Associated Artists Productions. Magnectic propose aussi des productions sportives et de disques laser de courte durée.
En septembre 1980, le film Alien distribué par Magnetic Video devient le premier film à atteindre le million de dollar de recettes sur le marché des vidéos, record obtenu en 45 jours.
En mars 1981, Magnetic Video a déjà 800 films à son catalogue avec les licences précédemment évoquées et aussi de ABC Video Enterprises, Dino De Laurentiis et de nombreux indépendants.
Courant 1981, Andre Blay (en) quitte son poste de président de Magnetic Video et fonde avec douze associés Andre Blay Corporation, une société de distribution de films. En août 1982, Blaye vend sa société à Embassy Pictures et devient responsable de la division Home Entertainement.
En janvier 1982, peu de temps après le départ de Blay, Fox réorganise Magnetic Video et l'intègre à 20th Century-Fox Video. En février 1982, les bureaux sont délocalisés à Los Angeles mais l'usine reste à Farmington. À peu près à la même époque, Magnetic Video a commencé à publier des films au format laserdisc. Fin 1982, Fox fusionne ses différentes filiales vidéo avec CBS Video Enterprises, ce qui a abouti à la création de CBS/Fox Video le 18 juin 1982.